# Fanny Hensel
Fanny Cäcilie Hensel-Mendelssohn Bartholdy (geboren als Fanny Zippora Mendelssohn) (Hamburg, 14 november 1805 – Berlijn, 14 mei 1847) was een Duitse pianiste en componiste. 
Zij was de oudste van vier kinderen van de rijke zakenman Abraham Mendelssohn en de pianiste Lea Mendelssohn (geboren Salomon). Ze was kleindochter van de filosoof Moses Mendelssohn en zus van de componist Felix Mendelssohn Bartholdy. Haar jongste zuster Rebecka was getrouwd met de wiskundige Peter Gustav Lejeune Dirichlet.

## Levensloop
Fanny Mendelssohn kwam uit een van oorsprong Joodse familie, maar werd niet joods opgevoed. Op 21 maart 1816 werden de kinderen Mendelssohn christelijk gedoopt. Bij die gelegenheid werd haar tweede (joodse) voornaam veranderd in Cäcilie (Zippora was de vrouw van Mozes) en aan haar familienaam werd de naam Bartholdy toegevoegd. Ze kreeg haar eerste pianolessen van haar moeder en speelde al op 13-jarige leeftijd, op haar vaders verjaardag, alle 24 preludia uit Das wohltemperierte Klavier van Bach uit het hoofd. Na een korte studie bij Marie Bigot in Parijs en bij Ludwig Berger werden Fanny en Felix in 1820 aangemeld bij de Sing-Akademie zu Berlin, die werd geleid door Carl Friedrich Zelter, van wie bekend is dat hij Fanny muzikaal hoger aansloeg dan haar broer. Hij schreef dat in 1816 in een brief aan Goethe (in een tweede brief uit 1831 was hij van mening dat zij "speelde als een man", voor hem de grootste lof die hij een vrouw kon geven). 
Felix en Fanny waren muzikale wonderkinderen, zowel in het pianospel als in het componeren. Bezoekers aan huize Mendelssohn in de vroege jaren 1820, onder wie Ignaz Moscheles, getuigden van het talent van broer en zus, die in muzikaal opzicht zeer op elkaar betrokken waren. Toen zij de volwassenheid naderden, maakte Abraham Mendelssohn zijn dochter ondubbelzinnig duidelijk, dat voor haar geen toekomst in de muziek was weggelegd. Hij schreef haar in 1820: "Muziek wordt misschien Felix' beroep, terwijl het voor jou franje kan en moet zijn". Terwijl Felix alle vrijheid kreeg zijn talent te ontwikkelen en internationaal een grote carrière maakte, was voor Fanny een leven als echtgenote, huisvrouw en moeder weggelegd. Haar muzikale talent kon ze alleen kwijt in het Berlijnse amateurcircuit, waar ze in navolging van haar moeder de spil werd van de Sonntagsmusiken die regelmatig werden gegeven in de kapitale woning van de Mendelssohns aan de Leipziger Strasse in Berlijn. Haar enige publieke optreden met orkest vond plaats in februari 1838, toen ze het Pianoconcert nr. 1 op. 25 van haar broer speelde.
Felix Mendelssohn was het met zijn vaders oordeel eens, al heeft hij enkele van haar composities onder zijn eigen naam laten uitgeven. Dat leidde in 1842 tot een beroemd voorval, toen hij aan de Britse koningin Victoria moest bekennen dat een lied dat zij bewonderde, niet door hem maar door zijn zuster Fanny was geschreven. Ook al stonden broer en zus elkaar zeer na en hadden ze vrijwel dagelijks contact over muzikale zaken, hij steunde haar muzikale aspiraties niet, in tegenstelling tot haar echtgenoot, de schilder Wilhelm Hensel. Zij trouwden in 1829 en hij deed zijn best om muziekuitgeverijen in het werk van zijn vrouw te interesseren. In 1830 werd hun enige kind Sebastian Ludwig Felix Hensel geboren, die de vader zou worden van de filosoof Paul Hensel en de wiskundige Kurt Hensel. Hij legde de familiegeschiedenis van de Mendelssohns vast in een boek dat in 1879 verscheen en in 2002 werd herdrukt.
In 1846 besloot ze, zonder Felix te raadplegen, toch een bundel liederen te publiceren als haar opus 1. Het jaar daarop kreeg ze een beroerte en stierf, een klein half jaar voordat Felix hetzelfde lot onderging. Kort daarvoor had hij zijn strijkkwartet nr. 6 in f-mineur voltooid, opgedragen aan de nagedachtenis van Fanny.
Het Mendelssohn-Haus in Leipzig en het Fanny & Felix Mendelssohn Museum in Hamburg zijn voor een deel aan haar leven gewijd.

## Werkenlijst
Fanny Mendelssohn produceerde 466 muzikale composities, voornamelijk liederen, pianowerken en kamermuziek. Een aantal van haar liederen werden uitgebracht als onderdeel van op. 8 en 9 van haar broer Felix. Als haar succesvolste werken gelden de pianocyclus Das Jahr (twaalf karakterstukken die elk een maand uitbeelden) en het pianotrio in d-mineur op. 11 uit 1846-1847. 
In 1970 werd een afschrift van de Ostersonate (Paassonate) in A-majeur uit 1828 teruggevonden, die eerst aan Felix Mendelssohn werd toegeschreven, maar na de vondst van de originele autograaf in 2010 van Fanny bleek te zijn.
Hieronder de volledige lijst van composities door Fanny Mendelssohn:
1819
1. 12 Gavotten
2. Ihr Töne schwingt euch fröhlich, Andante

1820
1. Lied des Schäfers, Lebhaft
2. Klavierstück
3. Romance de Claudine, Allegretto
4. Chanson des Bergères, Con allegrezza
5. Romance de Galatée, Allegretto
6. Romance de Célestine, Lentement, avec douceur
7. Isidore, Andante
8. Die Schönheit nicht, o Mädchen, Grazioso
9. Némorin *1. Allegro
10. Zoraide, Douleureusement
11. C’en est fait, Allegro molto agitato
12. Annette, Dolce
13. Sérénade de Cortez, Expression agitée
14. Unique objet de ma tendresse.
15. Wenn ich ihn nur habe
16. Erster Verlust *1
17. Füllest wieder Busch und Tal, Nicht zu schnell
18. Ave Maria, Andante
19. L’amitié
20. Schwarz ihre Brauen
21. C’est une larme
22. So mußt’ ich von dir scheiden
23. Ist uns der Sünden Last zu schwer, Choral. Rezitativ und arioso
24. Wohl deinem Liebling, Arioso

1821
1. Du stillst der Meere brausen
2. Ob deiner Wunderzeichen staunen
3. Klavierstück
4. Klavierstück, Andante
5. Némorin *2. Andante
6. Le rocher des deux amants
7. Das stille Fleh’n
8. La fuite inutile
9. Au bord d’une fontaine
10. Nähe des Geliebten *1. Sehr sanft
11. Klavierstück, Allegro
12. Frühlingserinnerung, Andante con moto
13. Klavierstück
14. Klavierstück, Allegro agitato
15. Klavierstück
16. Klavierstück
17. Sonate

1822
1. Sonatensatz, Allegro assai moderato
2. Fischers Klage, Andante
3. Die Nonne, Andante con moto
4. Lauf der Welt, Allegretto
5. Lebewohl, Langsam und klagend
6. Der Blumenstrauß, Allegro
7. Sehnsucht nach Italien
8. Du hast mein Gott, Agitato
9. Mon coeur soupire
10. Übungsstück, Allegro moderato
11. Im Herbst *1. Andante
12. Quartet
13. Die Linde, Larghetto
14. Die Sommerrosen blühen, Allegretto
15. Schlaflied, Andante grazioso

1823
1. Der Neugierige, Allegretto
2. Des Müllers Blumen, Allegretto
3. Das Ständchen
4. Die liebe Farbe, Andante
5. Gebet in der Christnacht, Larghetto
6. Das Ruhetal
7. Wiegenlied 1
8. Die Furchtsame Träne
9. Übungsstück, Allegro molto
10. Erinnerung, Andante con moto
11. Übungsstück, Allegro agitato
12. Der Abendstern, Sanft und langsam
13. Übungsstück, Allegro moderato
14. Adagio
15. Lied der Fee, Mäßig
16. Übungsstück, Larghetto
17. Die sanften Tage, Langsam
18. Der Sänger
19. Die Schwalbe, Allegretto
20. Schäfers Sonntagslied, Langsam
21. Übungsstück, Allegro assai moderato
22. Einsamkeit
23. Walzer für den Herzog von Rovigo
24. Abendreihn, Allegretto
25. Seefahrers Abschied, Moderato
26. Übungsstück, Presto
27. Der Fischer
28. Übungsstück, Allegro ma non troppo
29. Die Kapelle
30. Übungsstück
31. Am Morgen nach einem Sturm, Im molo di gæta. Adagio
32. Frühe Sorge
33. Wanderlied 1, Allegretto
34. Übungsstück, Allegro ma non troppo
35. Die Spinnerin
36. Wonne der Einsamkeit, Andante
37. Erster Verlust 2, Andante
38. Übungsstück
39. (op. 9.2) Ferne, Andante
40. Die Libende, Rasch und lebhaft
41. Klavierstück, Lento ma non troppo
42. Pilgerspruch
43. Vereinigung
44. Klavierstück, Andantino
45. Übungsstück, Allegro molto agitato
46. Canzonetta
47. An die Entfernte, Lento
48. Ohne sie, Agitato Ma Non Presto
49. Mein Herz das ist begraben, Largo
50. Übungsstück, Allegro di molto
51. Die glückliche Fischerin

1824
1. Wo kommst du her?,Andante
2. Auf der Wanderung, Ruhig und heiter
3. Klage, Larghetto
4. Sonata o capriccio
5. Tokkate, Allegro moderato
6. Abschied 1, Lento
7. Klavierstück
8. Sehnsucht 1
9. Frage
10. Herbstlied
11. Frühlingsnähe, Allegretto
12. An einen liebenden im Frühling, Allegretto
13. Mailied, Allegretto
14. Übungsstück, Allegretto
15. Jägers Abendlied, Langsam und sehr ruhig
16. Glück
17. Leben, Andante
18. Gigue, Allegro
19. Sonate
20. Das Heimweh, Vivace et agitato
21. Klavierstück, Allegro di molto
22. Eilig zieh’n in weiter Ferne, Allegretto
23. Klavierstück
24. Nacht 1, Poco allegro
25. Leiden, Allegro
26. Verlor’nes Glück
27. Übungsstück, Allegro assai
28. Sonnenuntergang
29. Am stillen Hain
30. Klavierstück, Allegro
31. 32 Fugen

1825
1. Sehnsucht 2, Andantino
2. Verloren
3. Der Einsamwandelnde
4. Klavierstück
5. Klavierstück
6. Klavierstück, Andante con moto
7. Wandrers Nachtlied 1
8. An Suleika
9. Suleika und Hatem, Allegretto
10. Suleika 1
11. Deinem Blick mich zu bequemen
12. Sonett aus dem 13. Jahrhundert
13. Das holde Tal 1
14. Mond
15. Ecco quel fiero istante
16. Ist es möglich, Stern der Sterne, Allegro vivace
17. Italien, Allegretto
18. Dir zu eröffnen mein Herz
19. Rezitativ und Arie
20. Schäfergesang
21. Laß dich nur nichts nicht dauern
22. Harfners Lied, Largo. Rezitativisch vorzutragen
23. Erinnerungen in die Heimat

1826
1. Die Schläferin, Commodo
2. Capriccio, Humoristisch und etwas ironisch
3. Etüde, Allegro moderatissimo
4. Klavierstück, Allegro ma non troppo
5. (op. 9.3) Der Rosenkranz
6. Feldlied
7. Der Eichwald brauset, Allegro agitato
8. Am Grabe
9. Sie liebt, mich liebt die Auserwählte
10. Abendlandschaft
11. Erwachen, Heiter

1. Waldlied, Allegro vivace
2. Mignon
3. Klavierstück, Andante
4. Geheimnis, Larghetto
5. Schloß Liebeneck, Andante
6. Der Sprosser
7. Klavierstück, Andante con espressione
8. An einem Herbstabende
9. Klavierstück, Allegro di molto
10. Westöstlicher Redaktionswalzer
11. Der Frühlingsabend
12. Ich hab’ ihn gesehen, Allegro con moto
13. Klavierstück
14. Marias Klage, Moderato
15. Nähe des Geliebten 2, Adagio
16. Sehnsucht 3, Moderato
17. Neujahrslied

1827
1. Sehnsucht 4, Largo
2. Fugata, Largo non troppo lento
3. Maigesang, Allegretto grazioso
4. Seufzer, Andante con espressione
5. (op. 9.1) Die Ersehnte, Andante con moto
6. Kein Blick der Hoffnung, Allegro agitato
7. An den Mond
8. Die Schiffende, Allegretto grazioso
9. Klavierstück, Andante
10. An die Ruhe, Moderato
11. Klavierstück
12. Sehnsucht 5, Andante
13. Am Flusse, Andantino
14. Sehnsucht 6, Sehr sanft
15. Umsonst
16. Was will die einsame Träne?, Andante
17. (op. 9.5) Der Maiabend, Allegretto
18. Die Sommernacht, Largo mæstoso
19. Suleika 2, Adagio
20. Achmed an Irza, Andante. Sempre piano e soave
21. Am leuchtenden Sommermorgen
22. Verlust, Allegro con fuoco
23. Klavierbuch

1828
1. Wenn ich mir in stiller Seele
2. Klavierstück
3. Sehnsucht 7, Sanft und still
4. Abendluft
5. Sehnsucht 8, Andante
6. Allnächtlich im Traume, Andante con moto
7. Heut’ in dieser Nacht
8. (op. 9.4) Die frühen Gräber, Lento e largo
9. Fuge
10. Über die Berge steigt schon die Sonne
11. Nacht 2, Larghetto
12. Aglæ
13. Wonne der Wehmut, Bewegt, nicht zu langsam

1829
1. Gram, Allegretto
2. Klavierstück
3. Selmar und Selma, Allegro molto
4. Präludium
5. Durch zartes Mailaub blinckt die Abendröte
6. Schlafe du, schlafe du süß, Allegretto lusingando
7. Lied
8. Pianosonate nr. 2,in A-majeur (Ostersonate, teruggevonden in de 20e eeuw)
9. Liederkreis. 6 Lieder
10. Nachtreigen, Allegro moderato
11. Sonata o fantasia
12. Klavierstück, Presto
13. Liederzyklus
14. Schlafe, schlaf!,Andante
15. Präludium,(wedding processional)
16. Präludium,(wedding recessional)
17. Präludium, Grave
18. Zu deines Lagers Füßen
19. Sonate
20. Capriccio
21. Die Hochzeit kommt, Festspiel

1830
1. Wie dunkel die Nacht, Allegro agitato
2. Lied, Allegro
3. Präludium
4. Genesungsfeier, Allegretto grazioso
5. Fantasie, Adagio
6. Minnelied des Grafen Peter von Provence, Allegro vivace
7. Frühlingslied, Allegro molto vivace

1831
1. Der Schnee der ist geschmolzen
2. Lobgesang, Kantate. Nach Versen der Bibel und einem Text
3. Hiob, Kantate. Nach Versen der Bibel
4. Nacht 3, Allegretto
5. Höret zu, merket auf Choleramusik, Oratorio/kantate. Nach Versen der Bibel
6. O wie beseeligend gehen und kommen die Stunden, Allegro leggiermente
7. Hero und Leander, Dramatische Szene

1832
1. Das Nordlicht, Allegro di molto
2. So soll ich dich verlassen, Allegretto
3. Ouvertüre, Andante; cantabile
4. Wiegenlied 2, Allegretto
5. Klavierstück, Con moto
6. Dem Unendlichen, Allegro moderato
7. Duett für Tenor und Sopran, Mit den Fingern zu singen. Andante

1833
1. Gegenwart, Allegro moderato
2. In die Ferne, Allegretto affettuoso
3. Zum Fest, Nach Versen aus der Messe der heiligen Cäcilia

1834
1. Fuge
2. 3 Lieder
3. Der Pilgrim vor St Just, Tempo GIUSTO
4. Wo sich gatten jene Schatten, Rasch und anmutig
5. Quartet
6. Ich ging lustig durch den grünen Wald

1835
1. Io d’amor, oh dio, mi moro, Konzert-arie. Andante molto sostenuto
2. In der stillen Mitternacht, Allegro ma non troppo
3. An Cidli
4. Abschied 2
5. Wandl’ ich in dem Wald des Abends, Andante
6. Ich stand gelehnet an den Mast
7. Über allen Gipfeln ist ruh’
8. Wenn der Frühling kommt, Allegro di molto
9. Der Strauß
10. Wie feld und au, Allegro

1836
1. Frühzeitiger Frühling, Allegro
2. Ein Hochzeitbitter, Allegretto
3. Winterseufzer
4. Wie dich die warme Luft umscherzt, Allegro con moto
5. Gleich Merlin, Tutto legato e malinconico
6. Klavierstück, Allegretto grazioso
7. März, Allegretto
8. April, Andante
9. Mai, Allegretto leggiero
10. Neue Liebe, neues Leben, Allegro di molto
11. Klavierstück, Prestissimo
12. Klavierstück, Allegro agitato
13. (op. 2.1) Lied, Andante
14. Klavierstück, Allegro agitato
15. Klavierstück, Allegro con spirito
16. Klavierstück, Allegro con brio
17. Das Meeresleuchten
18. Suleika 3, Andante soave e dolce
19. There be none of beauty’s daughters, Allegro di molto
20. Capriccio, Allegro ma non troppo
21. Die Mitternacht war kalt, Allegro agitato

1837
1. Bagatelle, Allegretto
2. Bagatelle, Con moto
3. (op. 1.3) Warum sind denn die Rosen so blaß?,Andante
4. Klavierstück, Allegro moderato
5. Klavierstück, Andante con espressione
6. Altes Lied, Con moto
7. Farewell!, Adagio
8. (op. 1.2) Wanderlied 2, Allegro molto vivace
9. Bright be the place of thy soul!,Adagio largamente
10. Komm’ mit, Allegretto grazioso
11. Sprich, o sprich, wird Liebe mahnen

1. Klavierstück, Allegro con brio
2. Klavierstück, Largo con espressione
3. Im wunderschönen Monat mai, Allegro molto
4. So hast du ganz und gar vergessen
5. Ach, die Augen sind es wieder, Allegro moderato

1838
1. Hör’ ich das Liedchen klingen
2. Aus meinen Tränen Sprießen, Allegretto
3. Fichtenbaum und Palme, Lento
4. Wenn ich in deine Augen sehe, Andante con moto
5. Klavierstück, Andante con moto
6. (op. 9.6) Die Mainacht, Andante
7. Klavierstück, Allegro molto vivace ma con sentimento
8. Etüde, Allegro con brio
9. Ich wandelte unter den Bäumen, Andante con moto
10. Das Meer erglänzte weit hinaus, Andante con moto
11. Blumenlied, Allegro
12. Notturno, Andantino
13. Klavierstück, Allegro di molto

1839
1. Klavierstück, Allegro grazioso
2. Sehnsucht 9, Allegro con spirito
3. Verschiedene Trauer
4. (op. 4/5.1) Mélodie, Allegro assai
5. (op. 7.4) Du bist die Ruh’, Moderato assai
6. Strahlende Ostsee
7. Gondelfahrt, Serenata

1840
1. Klavierstück, Allegro moderato
2. Sage mir, was mein Herz begehrt
3. Deh torna a me. Cavatine, Andante cantabile
4. Klavierstück, Introduktion. Allegro
5. Klavierstück, Largo; allegro con fuoco
6. Das holde Tal 2, Allegro vivace
7. Abschied von Rom. Ponte Molle, Andante con espressione
8. Villa Medicis, Allegro maestoso
9. L’âme triste, Andante
10. Hausgarten, Andante Con Moto
11. (op. 6.2) Lied, Allegro vivace
12. (op. 2.3) Villa Mills, Allegretto grazioso
13. (op. 1.1) Schwanenlied, Andante
14. Der Fürst vom Berge, Allegro con brio
15. Laß fahren hin, Sostenuto
16. Dämmernd liegt der Sommerabend
17. Mein Liebchen, wir saßen beisammen, Allegro
18. 3 Duette
19. (op. 4/5.3) Mélodie, Allegro molto quasi presto
20. (op. 4/5.5) Mélodie, Allegro molto vivace
21. (op. 4/5.6) Mélodie 2

1841
1. Klavierstück, Allegro molto
2. Klavierstück, Allegro molto vivace
3. Unter des Laubdachs Hut, Allegro
4. Einleitung zu lebenden Bildern
5. (op. 6.4) Il saltarello romano, Tarantella. Allegro molto
6. (op. 10.1) Nach Süden, Allegro molto vivace
7. Von dir, mein Lieb, ich scheiden muß
8. Der Winterwind entflieht
9. Klavierstück, Allegro molto
10. (op. 1.6) Gondellied, Allegretto
11. Anklänge. 3 Lieder
12. Waldruhe, Andante con moto
13. Traurige Wege, Andante con moto
14. Klavierstück
15. Auf dem See von Como, Allegro molto vivace
16. Die Sennin, Allegretto
17. Totenklage
18. Das Jahr. 12 Charakterstücke
19. Duet

1842
1. (op. 1.4) Maienlied, Allegretto
2. (op. 1.5) Morgenständchen, Allegro molto quasi presto

1843
1. Szene aus Faust. Der Tragödie, Teil 2, Akt 1. Anmutige Gegend
2. Wer dich gesehn
3. Klavierstück, Allegro agitato
4. Dämmrung senkte sich von oben, Andante con moto
5. Klavierstück, Allegretto ma non troppo
6. (op. 2.4) Klavierstück, Allegro molto vivace
7. Sonate
8. Klavierstück, Adagio
9. (op. 7.1) Nachtwanderer, Andante con moto
10. Wenn wir durch die Dörder ziehen, Marschtempo
11. Zauberkreis
12. Mutter, o sing mich zur Ruh’

1844
1. Die Stille, Andante con moto
2. Liebe in der Fremde, Allegretto
3. Klavierstück
4. Klavierstück
5. Klavierstück, Allegro moderato assai
6. Klavierstück, Allegretto
7. Im Herbst, Allegro molto
8. Klavierstück, Allegro molto
9. Klavierstück, Allegretto grazioso
10. Klavierstück, Allegro molto
11. Liederzyklus
12. Traum, Allegretto

1846
1. Klavierstück, Allegro molto
2. Klavierstück, Allegro molto vivace e leggiero
3. Das Veilchen, Allegretto
4. (op. 10.4) Im Herbste 2, Adagio
5. Klavierstück, Andante cantabile
6. (op. 3.6) Im Wald, Allegro Vivace
7. Es rauscht das rote Laub, Moderato
8. (op. 4/5.2) Mélodie, Allegretto
9. (op. 3.1) Hörst du nicht die Bäume rauschen, Allegretto
10. (op. 3.5) Abendlich schon rauscht der Wald, Andante
11. (op. 8.1) Lied, Allegro moderato
12. (op. 6.3) O traum der Jugend, O goldner Stern, Andante cantabile
13. Pastorella
14. Klavierstück, Allegretto
15. Klavierstück
16. Waldeinsam, Allegro
17. Morgenwanderung, Allegro moderato
18. (op. 3.3) Im Herbste 3, Allegro ma non troppo
19. Erwache Knab’, erwache, Allegro
20. (op. 3.4) Morgengruß 1, Allegretto grazioso
21. Morgengruß 2, Allegro molto
22. (op. 7.6) Dein ist mein Herz, Feierlich leidenschaftlich
23. Ariel
24. Abend, Adagio
25. (op. 3.2) Schöne Fremde, Moderato
26. (op. 4/5.4) Mélodie, Lento appassionato
27. Schweigend sinkt die Nacht hernieder, Andante
28. (op. 7.5) Bitte, Larghetto
29. Lust’ge Vögel, Allegretto
30. Klavierstück, Allegro molto vivace
31. Klavierstück, Tempo di scherzo
32. Stimme der Glocken, Allegro moderato
33. Schilflied, Largo
34. (op. 10.3) Abendbild 1, Andante con moto
35. Wer will mir wehren zu singen
36. O Herbst, In linden Tagen, Ruhig, wehmütig
37. Schon kehren die Vögel wieder ein, Allegretto grazioso
38. (op. 7.2) Erwin, Allegretto con espressione
39. Ich kann wohl manchmal singen, Andante
40. Klavierstück, Andante con moto
41. Nacht ist wie ein stilles Meer, Allegro
42. (op. 6.1) Lied, Andante espressivo
43. Abendbild 2
44. Lied, Andante espressivo; più allegro
45. Beharre, Andante con moto non lento
46. (op. 8.4) Wanderlied, Presto
47. Klavierstück, Allegro vivace
48. Kommen und scheiden, Allegretto
49. (op. 8.3) Lied, Larghetto
50. (op. 10.2) Vorwurf
51. (op. 8.2) Lied, Andante con espressione
52. (op. 7.3) Frühling, Allegro molto

1847
1. (op. 11) Trio
2. (op. 10.5) Bergeslust, Allegro molto vivace e leggiero

## Stamboom van de familie Mendelssohn
|                               |                               |                               |                               |                               |                               |  |  | Moses Mendelssohn filosoof    | Moses Mendelssohn filosoof    | Moses Mendelssohn filosoof    | Moses Mendelssohn filosoof    | Moses Mendelssohn filosoof    | Moses Mendelssohn filosoof    |  |  | Fromet Gugenheim                      | Fromet Gugenheim                      | Fromet Gugenheim                      | Fromet Gugenheim                      | Fromet Gugenheim                      | Fromet Gugenheim                      |  |  |                                                            |                                                            |                                                            |                                                            |                                                            |                                                            |  |  |                            |                            |                            |                            |                            |                            |  |  |                   |                   |                   |                   |                   |                   |  |  |                                    |                                    |                                    |                                    |                                    |                                    |
|                               |                               |                               |                               |                               |                               |  |  | Moses Mendelssohn filosoof    | Moses Mendelssohn filosoof    | Moses Mendelssohn filosoof    | Moses Mendelssohn filosoof    | Moses Mendelssohn filosoof    | Moses Mendelssohn filosoof    |  |  | Fromet Gugenheim                      | Fromet Gugenheim                      | Fromet Gugenheim                      | Fromet Gugenheim                      | Fromet Gugenheim                      | Fromet Gugenheim                      |  |  |                                                            |                                                            |                                                            |                                                            |                                                            |                                                            |  |  |                            |                            |                            |                            |                            |                            |  |  |                   |                   |                   |                   |                   |                   |  |  |                                    |                                    |                                    |                                    |                                    |                                    |
|                               |                               |                               |                               |                               |                               |  |  |                               |                               |                               |                               |                               |                               |  |  |                                       |                                       |                                       |                                       |                                       |                                       |  |  |                                                            |                                                            |                                                            |                                                            |                                                            |                                                            |  |  |                            |                            |                            |                            |                            |                            |  |  |                   |                   |                   |                   |                   |                   |  |  |                                    |                                    |                                    |                                    |                                    |                                    |
|                               |                               |                               |                               |                               |                               |  |  |                               |                               |                               |                               |                               |                               |  |  |                                       |                                       |                                       |                                       |                                       |                                       |  |  |                                                            |                                                            |                                                            |                                                            |                                                            |                                                            |  |  |                            |                            |                            |                            |                            |                            |  |  |                   |                   |                   |                   |                   |                   |  |  |                                    |                                    |                                    |                                    |                                    |                                    |
| Dorothea Schlegel schrijfster | Dorothea Schlegel schrijfster | Dorothea Schlegel schrijfster | Dorothea Schlegel schrijfster | Dorothea Schlegel schrijfster | Dorothea Schlegel schrijfster |  |  | Joseph Mendelssohn bankier    | Joseph Mendelssohn bankier    | Joseph Mendelssohn bankier    | Joseph Mendelssohn bankier    | Joseph Mendelssohn bankier    | Joseph Mendelssohn bankier    |  |  | Abraham Mendelssohn Bartholdy bankier | Abraham Mendelssohn Bartholdy bankier | Abraham Mendelssohn Bartholdy bankier | Abraham Mendelssohn Bartholdy bankier | Abraham Mendelssohn Bartholdy bankier | Abraham Mendelssohn Bartholdy bankier |  |  | Lea Salomon                                                | Lea Salomon                                                | Lea Salomon                                                | Lea Salomon                                                | Lea Salomon                                                | Lea Salomon                                                |  |  |                            |                            |                            |                            |                            |                            |  |  |                   |                   |                   |                   |                   |                   |  |  |                                    |                                    |                                    |                                    |                                    |                                    |
| Dorothea Schlegel schrijfster | Dorothea Schlegel schrijfster | Dorothea Schlegel schrijfster | Dorothea Schlegel schrijfster | Dorothea Schlegel schrijfster | Dorothea Schlegel schrijfster |  |  | Joseph Mendelssohn bankier    | Joseph Mendelssohn bankier    | Joseph Mendelssohn bankier    | Joseph Mendelssohn bankier    | Joseph Mendelssohn bankier    | Joseph Mendelssohn bankier    |  |  | Abraham Mendelssohn Bartholdy bankier | Abraham Mendelssohn Bartholdy bankier | Abraham Mendelssohn Bartholdy bankier | Abraham Mendelssohn Bartholdy bankier | Abraham Mendelssohn Bartholdy bankier | Abraham Mendelssohn Bartholdy bankier |  |  | Lea Salomon                                                | Lea Salomon                                                | Lea Salomon                                                | Lea Salomon                                                | Lea Salomon                                                | Lea Salomon                                                |  |  |                            |                            |                            |                            |                            |                            |  |  |                   |                   |                   |                   |                   |                   |  |  |                                    |                                    |                                    |                                    |                                    |                                    |
|                               |                               |                               |                               |                               |                               |  |  |                               |                               |                               |                               |                               |                               |  |  |                                       |                                       |                                       |                                       |                                       |                                       |  |  |                                                            |                                                            |                                                            |                                                            |                                                            |                                                            |  |  |                            |                            |                            |                            |                            |                            |  |  |                   |                   |                   |                   |                   |                   |  |  |                                    |                                    |                                    |                                    |                                    |                                    |
|                               |                               |                               |                               |                               |                               |  |  |                               |                               |                               |                               |                               |                               |  |  |                                       |                                       |                                       |                                       |                                       |                                       |  |  |                                                            |                                                            |                                                            |                                                            |                                                            |                                                            |  |  |                            |                            |                            |                            |                            |                            |  |  |                   |                   |                   |                   |                   |                   |  |  |                                    |                                    |                                    |                                    |                                    |                                    |
| Georg Mendelssohn geograaf    | Georg Mendelssohn geograaf    | Georg Mendelssohn geograaf    | Georg Mendelssohn geograaf    | Georg Mendelssohn geograaf    | Georg Mendelssohn geograaf    |  |  | Alexander Mendelssohn bankier | Alexander Mendelssohn bankier | Alexander Mendelssohn bankier | Alexander Mendelssohn bankier | Alexander Mendelssohn bankier | Alexander Mendelssohn bankier |  |  | Fanny Hensel componist                | Fanny Hensel componist                | Fanny Hensel componist                | Fanny Hensel componist                | Fanny Hensel componist                | Fanny Hensel componist                |  |  | Felix Mendelssohn Bartholdy componist                      | Felix Mendelssohn Bartholdy componist                      | Felix Mendelssohn Bartholdy componist                      | Felix Mendelssohn Bartholdy componist                      | Felix Mendelssohn Bartholdy componist                      | Felix Mendelssohn Bartholdy componist                      |  |  | Cécile Jeanrenaud          | Cécile Jeanrenaud          | Cécile Jeanrenaud          | Cécile Jeanrenaud          | Cécile Jeanrenaud          | Cécile Jeanrenaud          |  |  | Rebecka Dirichlet | Rebecka Dirichlet | Rebecka Dirichlet | Rebecka Dirichlet | Rebecka Dirichlet | Rebecka Dirichlet |  |  | Paul Mendelssohn-Bartholdy bankier | Paul Mendelssohn-Bartholdy bankier | Paul Mendelssohn-Bartholdy bankier | Paul Mendelssohn-Bartholdy bankier | Paul Mendelssohn-Bartholdy bankier | Paul Mendelssohn-Bartholdy bankier |
| Georg Mendelssohn geograaf    | Georg Mendelssohn geograaf    | Georg Mendelssohn geograaf    | Georg Mendelssohn geograaf    | Georg Mendelssohn geograaf    | Georg Mendelssohn geograaf    |  |  | Alexander Mendelssohn bankier | Alexander Mendelssohn bankier | Alexander Mendelssohn bankier | Alexander Mendelssohn bankier | Alexander Mendelssohn bankier | Alexander Mendelssohn bankier |  |  | Fanny Hensel componist                | Fanny Hensel componist                | Fanny Hensel componist                | Fanny Hensel componist                | Fanny Hensel componist                | Fanny Hensel componist                |  |  | Felix Mendelssohn Bartholdy componist                      | Felix Mendelssohn Bartholdy componist                      | Felix Mendelssohn Bartholdy componist                      | Felix Mendelssohn Bartholdy componist                      | Felix Mendelssohn Bartholdy componist                      | Felix Mendelssohn Bartholdy componist                      |  |  | Cécile Jeanrenaud          | Cécile Jeanrenaud          | Cécile Jeanrenaud          | Cécile Jeanrenaud          | Cécile Jeanrenaud          | Cécile Jeanrenaud          |  |  | Rebecka Dirichlet | Rebecka Dirichlet | Rebecka Dirichlet | Rebecka Dirichlet | Rebecka Dirichlet | Rebecka Dirichlet |  |  | Paul Mendelssohn-Bartholdy bankier | Paul Mendelssohn-Bartholdy bankier | Paul Mendelssohn-Bartholdy bankier | Paul Mendelssohn-Bartholdy bankier | Paul Mendelssohn-Bartholdy bankier | Paul Mendelssohn-Bartholdy bankier |
|                               |                               |                               |                               |                               |                               |  |  |                               |                               |                               |                               |                               |                               |  |  |                                       |                                       |                                       |                                       |                                       |                                       |  |  |                                                            |                                                            |                                                            |                                                            |                                                            |                                                            |  |  |                            |                            |                            |                            |                            |                            |  |  |                   |                   |                   |                   |                   |                   |  |  |                                    |                                    |                                    |                                    |                                    |                                    |
|                               |                               |                               |                               |                               |                               |  |  |                               |                               |                               |                               |                               |                               |  |  |                                       |                                       |                                       |                                       |                                       |                                       |  |  |                                                            |                                                            |                                                            |                                                            |                                                            |                                                            |  |  |                            |                            |                            |                            |                            |                            |  |  |                   |                   |                   |                   |                   |                   |  |  |                                    |                                    |                                    |                                    |                                    |                                    |
|                               |                               |                               |                               |                               |                               |  |  |                               |                               |                               |                               |                               |                               |  |  |                                       |                                       |                                       |                                       |                                       |                                       |  |  | Paul Mendelssohn Bartholdy sr chemicus, oprichter van Agfa | Paul Mendelssohn Bartholdy sr chemicus, oprichter van Agfa | Paul Mendelssohn Bartholdy sr chemicus, oprichter van Agfa | Paul Mendelssohn Bartholdy sr chemicus, oprichter van Agfa | Paul Mendelssohn Bartholdy sr chemicus, oprichter van Agfa | Paul Mendelssohn Bartholdy sr chemicus, oprichter van Agfa |  |  | Carl Mendelssohn Bartholdy | Carl Mendelssohn Bartholdy | Carl Mendelssohn Bartholdy | Carl Mendelssohn Bartholdy | Carl Mendelssohn Bartholdy | Carl Mendelssohn Bartholdy |  |  |                   |                   |                   |                   |                   |                   |  |  |                                    |                                    |                                    |                                    |                                    |                                    |
|                               |                               |                               |                               |                               |                               |  |  |                               |                               |                               |                               |                               |                               |  |  |                                       |                                       |                                       |                                       |                                       |                                       |  |  | Paul Mendelssohn Bartholdy sr chemicus, oprichter van Agfa | Paul Mendelssohn Bartholdy sr chemicus, oprichter van Agfa | Paul Mendelssohn Bartholdy sr chemicus, oprichter van Agfa | Paul Mendelssohn Bartholdy sr chemicus, oprichter van Agfa | Paul Mendelssohn Bartholdy sr chemicus, oprichter van Agfa | Paul Mendelssohn Bartholdy sr chemicus, oprichter van Agfa |  |  | Carl Mendelssohn Bartholdy | Carl Mendelssohn Bartholdy | Carl Mendelssohn Bartholdy | Carl Mendelssohn Bartholdy | Carl Mendelssohn Bartholdy | Carl Mendelssohn Bartholdy |  |  |                   |                   |                   |                   |                   |                   |  |  |                                    |                                    |                                    |                                    |                                    |                                    |
|                               |                               |                               |                               |                               |                               |  |  |                               |                               |                               |                               |                               |                               |  |  |                                       |                                       |                                       |                                       |                                       |                                       |  |  | Paul Mendelssohn Bartholdy jr chemicus                     |                                                            |                                                            |                                                            |                                                            |                                                            |  |  |                            |                            |                            |                            |                            |                            |  |  |                   |                   |                   |                   |                   |                   |  |  |                                    |                                    |                                    |                                    |                                    |                                    |